# جزيرة عب
جزيرة عب هي جزيرة تقع في سلطنة عُمان.